# Полурез, Юрий Владимирович
Юрий Владимирович Полурез (укр. Юрій Володимирович Полурез; род. 23 сентября 1964, Киев, Украинская ССР, СССР) — украинский дипломат.
Чрезвычайный и Полномочный Посол Украины в ОАЭ (2010—2021). Чрезвычайный и Полномочный Посол Украины в Королевстве Бахрейн (2011—2021). Чрезвычайный и Полномочный Посол Украины в Государстве Катар по совместительству (2011—2012). 

## Биография
Родился 23 сентября 1964 года в Киеве. Окончил Киевский университет (1986), международные экономические отношения, экономист-международник, переводчик-референт английского языка. Владеет иностранными языками: русский, английский.
С сентября 1981 по июнь 1986 года — студент Киевского государственного университета им. Т. Шевченко.
С августа 1986 по август 1987 года — стажёр-преподаватель Киевского института народного хозяйства.
С ноября 1987 по ноябрь 1990 года — аспирант Киевского института народного хозяйства.
С января 1991 по 2004 год — третий секретарь, второй секретарь, первый секретарь, и. о. заведующего отдела, заведующий отделом, и. о. заместителя начальника Управления, заместитель начальника Управления, советник Постоянного Представительства Украины, заместитель постоянного представителя.
С 2004 по апрель 2005 года — временный поверенный по делам Украины в Республике Австрия, исполняющий обязанности Постоянного Представителя Украины при международных организациях в Вене.
С 2005 по 2007 год — заместитель директора Департамента Министерства иностранных дел Украины.
С января 2007 по апрель 2008 года — первый заместитель Руководителя Службы Государственного Протокола и Церемониала Секретариата Президента Украины.
С апреля 2008 года — руководитель Службы Государственного Протокола и Церемониала Президента Украины.
С 11 октября 2010 по 6 апреля 2021 года — Чрезвычайный и Полномочный Посол Украины в Объединённых Арабских Эмиратах.
С 27 апреля 2011 по 6 апреля 2021 года — Чрезвычайный и Полномочный Посол Украины в Королевстве Бахрейн.
С 27 апреля 2011 по 28 декабря 2012 года — Чрезвычайный и Полномочный Посол Украины в Государстве Катар по совместительству.
С 10 октября 2018 по 6 апреля 2021 года — Постоянный представитель Украины при Международном агентстве по возобновляемым источникам энергии (IRENA) по совместительству.

## Награды
- Орден «За заслуги» III степени (21 декабря 2009 года)[6]
- Крест Признания 2 класса (19 июня 2008 года, Латвия)[7]